# لاینس ون پلت
لاینس ون پلت (انگلیسی: Linus Van Pelt) یک شخصیت خیالی در کمیک استریپ بادام زمینی‌ها توسط چارلز شولتس است. او بهترین دوست چارلی براون، برادر کوچکتر لوسی ون پلت، و برادر بزرگتر ریران ون پلت است. او اولین‌بار در ۱۹ سپتامبر ۱۹۵۲ ظاهر شد، اما تا سه روز بعد نامی از او ذکر نشد. لاینس اولین کلمات خود را در سال ۱۹۵۴ بیان کرد، همان سالی که برای اولین‌بار با پتوی خود نشان داده شد.